# Кошанские
Кошанские (пол. Koszański) — старинный русский дворянский род, восходящий ко второй половине XVII века.
Первые летописные свидетельства о дворянском роде этой фамилии датированы 1679 годом, когда предок Кошанских — Иван Тимофеевич, был писан в числе Смоленской шляхты. Род дворян Кошанских был внесён Губернским дворянским депутатским собранием в VI часть дворянской родословной книги Смоленской губернии Российской империи и был утверждён Герольдией Правительствующего Сената в древнем (столбовом) дворянстве.
- Кошанский, Николай Фёдорович (1781—1831) — Профессор русской и латинской словесности в Царскосельском лицее (1811—1828), переводчик.

## Описание герба
В чёрном щите внизу золотой трилистник. Вверху три золотых копейных наконечника.
Щит увенчан дворянским коронованным шлемом. Нашлемник: золотой копейный наконечник, между двух золотых трилистников. Намёт: чёрный с золотом. Герб дворянского рода Кошанских был записан в Часть XII Общего гербовника дворянских родов Всероссийской империи, страница 104.